# European Platform for Rehabilitation
La Plataforma Europea para la Rehabilitación (E.P.R., en sus siglas en inglés) es una red de proveedores europeos de servicios de rehabilitación para personas con discapacidad y otros grupos desfavorecidos.
Los miembros de EPR prestan servicios en el ámbito de la formación y la educación, la reinserción de los usuarios en el mercado laboral y por consiguiente la mejora de su capacidad de trabajo, la rehabilitación física y atención social. 
La Plataforma fue creada en 1993 por centros de rehabilitación de Francia, Alemania, Italia y los Países Bajos. Su Secretaría está ubicada en Bruselas, Bélgica.

## Miembros
EPR tiene dos tipos de miembros: de pleno derecho y asociados. En marzo de 2012 formaban parte de EPR las siguientes organizaciones:
De pleno derecho:
- A2G, Noruega
- Adelante, Países Bajos
- Centre de Réadaptation de Mulhouse (CRM), Francia
- Durapart, Noruega
- Fundación ONCE, España
- Kompetanseutvikling Grenland (GREP), Noruega
- Heliomare, Países Bajos
- University Rehabilitation Institute (URI), República de Eslovenia
- Josefs-Gesellschaft (JG), Alemania
- Luovi Vocational Institute, Finlandia
- National Learning Network, Irlanda
- Pluryn, Países Bajos
- RehabCare, Irlanda
- TBG Learning, Reino Unido

Asociados :
- APPACDM de Vila Nova de Gaia, Portugal
- Association of Vocational Rehabilitation Enterprises (AVRE), Noruega
- Theotokos Foundation, Grecia
- Astangu Rehabilitation Centre, Estonia
- Berufsbildungswerk Suedhessen, Alemania
- Fundação AFID Diferença, Portugal
- Fundación INTRAS, España
- National Organisations of Residential Homes and Special Schools (LOS), Dinamarca
- Comitato Regionale Lombardo AIAS, Italia
- MEREK, Hungría
- GTB, Bélgica
- Valakupiu Rehabilitation Centre, Lituania
- Panagia Eleousa, Grecia

## Principales actividades
La Plataforma Europea para la Rehabilitación opera una serie de servicios en las áreas de desarrollo profesional, investigación e innovación y asuntos públicos. EPR es también activo en el ámbito de la calidad de los servicios, y ha desarrollado su propio sistema de calidad: EQUASS (Garantía de Calidad Europea para Servicios Sociales). EPR es miembro de la Plataforma Social y ocupa un asiento en el Grupo de Alto Nivel sobre Discapacidad de la Unión Europea. También posee estatus de participación en el Consejo de Europa. EPR recibe fondos estructurales europeos en el marco del Programa de Aprendizaje Permanente 2007-2013 de la Comisión Europa, y está involucrado en otra serie de proyectos financiados también por la Comisión Europea.